# Santa Cruz (île du Mexique)
Santa Cruz est une petite île mexicaine située dans le golfe de Californie au large des côtes de la Basse-Californie du Sud.

## Géographie
L'île est située au sud du golfe de Californie et se trouve à 21 km de la péninsule de Basse-Californie. Elle fait environ 6,8 km de longueur et 2,8 km de largeur maximales pour 12,90 km2 de superficie totale. Santa Cruz est très isolée et se trouve à près de 100 km de Loreto, la plus proche ville, et à 20 km du village côtier de Tambobiche.
Santa Cruz est inhabitée.

## Histoire
En 2005, l'île a été classée avec 244 autres au Patrimoine mondial de l'humanité par l'UNESCO comme Îles et aires protégées du Golfe de Californie.